# Vaskivesi

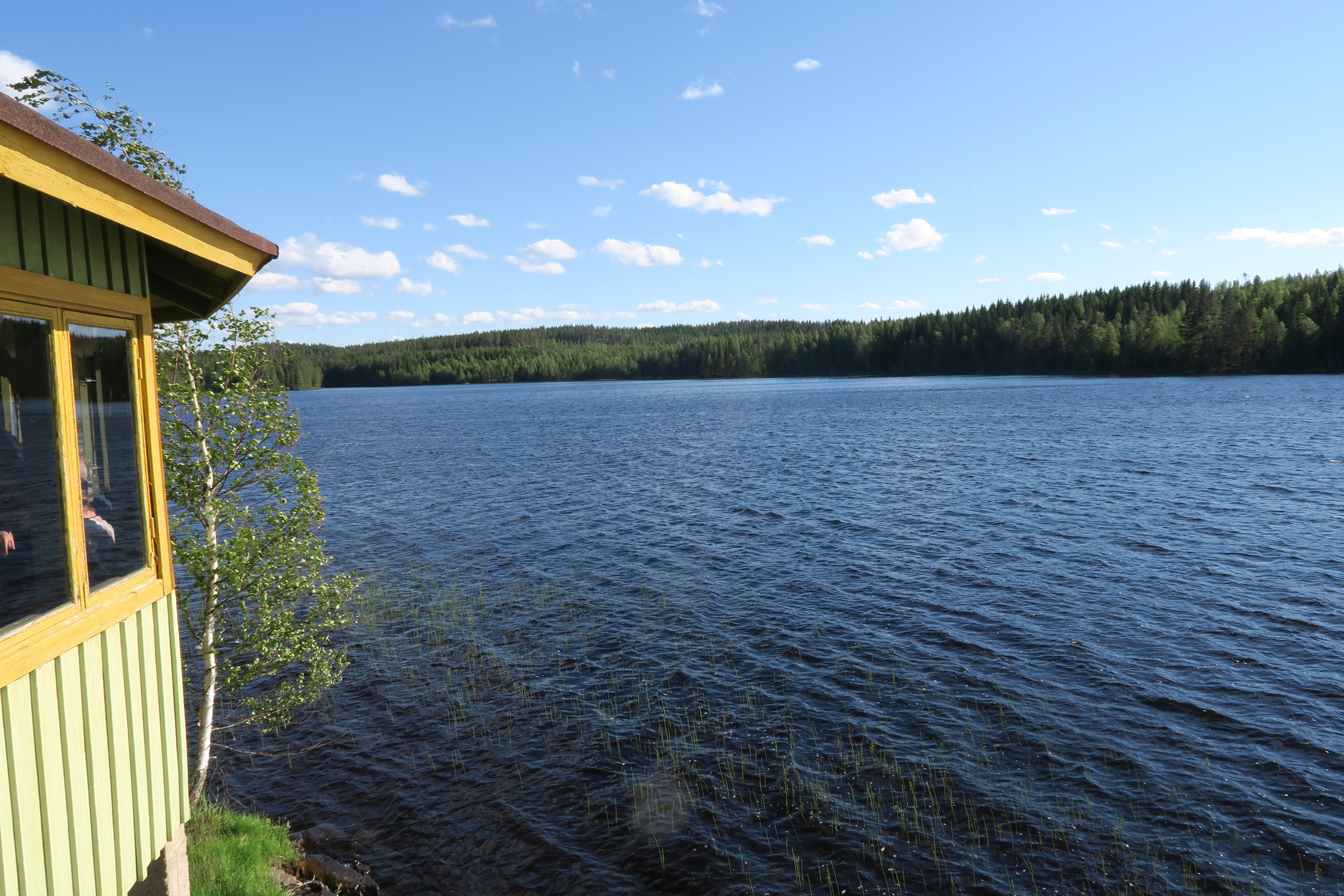
Vaskivesi (2015)

Der Vaskivesi ist ein See in der Gemeinde Virrat in der finnischen Landschaft Pirkanmaa.
Er bildet zusammen mit dem südöstlich angrenzenden Visuvesi einen 46,22 km² großen See.
Der See liegt auf einer Höhe von 96,1 m.
Er wird vom Abfluss des nördlich gelegenen Sees Toisvesi gespeist.
Er fließt nach Osten zum Tarjanne ab und bildet das nördliche Ende einer Seenkette, die sich bis zum Näsijärvi erstreckt.
Das Kanalsystem Kaivoskannan kanava durchzieht diese Seenkette und verbindet Virrat im Norden mit Tampere im Süden.